# Guglielmo Oberdan

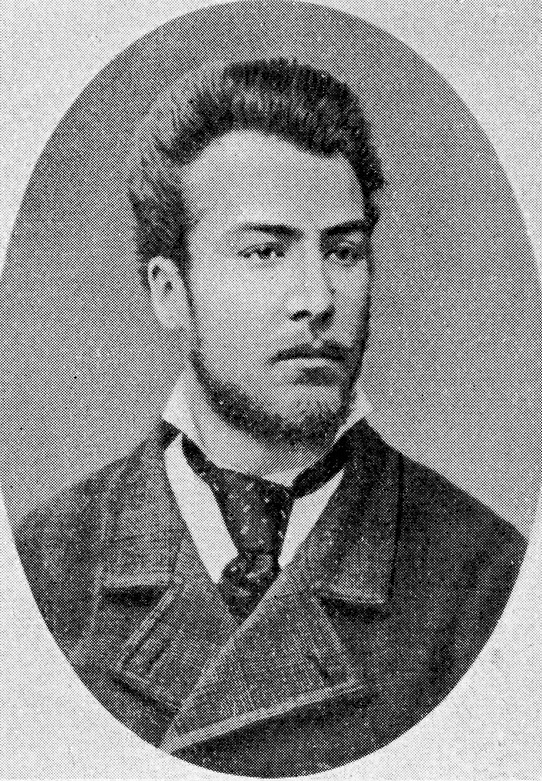
Guglielmo Oberdan

Guglielmo Oberdan (* 1. Februar 1858 in Triest als Wilhelm Oberdank; † 20. Dezember 1882 ebendort) war Mitglied der irredentistischen Bewegung in Italien. Er wurde nach einem missglückten Attentat auf den österreichischen Kaiser Franz Joseph I hingerichtet.

## Leben

### Herkunft und Ausbildung
Wilhelm Oberdank wurde am 1. Februar 1858 als Sohn der unverheirateten Josepha Maria Oberdank und des aus dem Veneto stammenden österreichischen Soldaten Valentino Falcier im zur damaligen Zeit zum Kaisertum Österreich gehörenden Stadt Triest geboren. Er studierte ab 1877 Ingenieurwissenschaften an der Technischen Hochschule in Wien.

### Politischer Aktivismus
Als Anhänger der Unabhängigkeit einzelner nationaler Bevölkerungsgruppen lehnte er die Besetzung von Bosnien-Herzegowina durch Österreich ab und verweigerte aus diesem Grund 1878 den Kriegsdienst, um nicht an einem österreichischen Militäreinsatz in Bosnien-Herzegowina teilzunehmen. Er desertierte und floh nach Rom, wo er sein Studium fortsetzte und sich der irredentistischen Bewegung anschloss. Er nannte sich nun Guglielmo Oberdan, eine italienisierte Version seines Geburtsnamens. Sein Ziel war, seine Heimatstadt Triest als italienischsprachiges Gebiet von Österreich-Ungarn loszulösen und dem Nationalstaat Italien anzuschließen.

#### Attentatspläne und Hinrichtung
Im Juli 1882 traf Oberdan den Führer der irredentistischen Bewegung und Mitbegründer der Vereinigung Italia Irredenta (italienisch: unerlöstes Italien), Matteo Renato Imbriani. Hier fasste Oberdan den Entschluss, dass Triest nur durch sein eigenes Martyrium von der österreichischen Herrschaft losgelöst werden könne. Eine Möglichkeit dazu bot sich, als bekannt wurde, dass Kaiser Franz Joseph I. in jenem Jahr Triest anlässlich der 500-jährigen Dauer der habsburgischen Herrschaft über die Stadt besuchen würde.
Oberdan nutzte diese Gelegenheit, um zusammen mit dem istrischen Apotheker Donato Ragosa zwei Bombenattentate auf den österreichischen Kaiser zu planen. Kaiser Franz Joseph I. traf am 17. September 1882 in Triest ein. Er kam von Pola, wo er am Tag zuvor die durch ihre Weltumseglung berühmte Novara besichtigt hatte. Die Feierlichkeiten in Triest wurden von antiösterreichischen Demonstrationen begleitet.
Oberdans Attentatsvorhaben wurde von zwei Bekannten der Polizei offenbart, die ihn am 16. September 1882 – am Tag vor der Ankunft des Kaisers in Triest – in Ronchi festnahm und zwei Bomben in seinem Besitz fand. Ragosas Bombenattentat fand hingegen statt. Franz Joseph I. entging dem Anschlag nur knapp, zwei andere Personen fielen den beiden Bomben Ragosas jedoch zum Opfer. Ragosa konnte auf italienisches Gebiet fliehen, wurde dort festgenommen, doch später von einem Geschworenengericht in Udine freigesprochen. Oberdan wurde hingegen von der österreichischen Justiz für den Mordversuch am Kaiser zum Tod verurteilt und am 20. Dezember 1882 am Würgegalgen durch den Strang hingerichtet.

## Märtyrer des Irredentismus
Unmittelbar nach seinem Tod wurde Oberdan in der irredentistischen Bewegung zum Märtyrer erhoben. In den Ereignissen um Oberdan fand die Bewegung einen verstärkten Zulauf und der Kampf gegen die Vormacht Österreichs seinen Höhepunkt. Kaiser Franz Joseph I. besuchte Triest nie wieder, die Stadt blieb jedoch im Nationalitätenkampf bis 1914 einer der heißesten Konfliktherde Österreich-Ungarns.
Während des Ersten Weltkriegs instrumentalisierte die italienisch-nationalistische Propaganda Oberdan und sein Martyrium, um einen nationalen Konsens in der italienischen Bevölkerung zu schaffen.
1923 wurden seine sterblichen Überreste auf Geheiß der faschistischen Regierung exhumiert und in Triest im neu errichteten Museum des Risorgimento in einer eigenen Guglielmo-Oberdan-Gedenkstätte (Museo del Risorgimento e Sacrario Oberdan) in unmittelbarer Nähe des nach ihm benannten „Piazza Oberdan“ bestattet.
Noch heute erinnert die Benennung zahlreicher Plätze, Straßen und Schulen in ganz Italien an Oberdan als italienischen Nationalhelden.